# Теураярви, Пертти
Пертти Теураярви (фин. Pertti Teurajärvi; 20 февраля 1951 года, Колари) — финский лыжник, чемпион Олимпийских игр, призёр чемпионата мира.

## Карьера
В Кубке мира Теураярви дебютировал в 1982 году, тогда же единственный раз в своей карьере попал в десятку лучших на этапах Кубка мира. Лучшим достижением Теураярви в общем итоговом зачёте Кубка мира является 39-е место в сезоне 1981/82.
На Олимпийских играх 1976 года в Инсбруке, завоевал золотую медаль в эстафете, кроме того был 14-м в гонке на 15 км и 27-м в гонке на 50 км.
На Олимпийских играх 1980 года в Лейк-Плэсиде, завоевал бронзовую медаль в эстафете, а также занял 20-е место в гонке на 15 км и 18-е место в гонке на 50 км.
На чемпионате мира-1978 в Лахти завоевал серебро в эстафетной гонке.